# Ying’ebu (köpinghuvudort i Kina, Jilin Sheng, lat 41,73, long 125,56)
Ying'ebu är en köpinghuvudort i Kina. Den ligger i provinsen Jilin, i den nordöstra delen av landet, omkring 240 kilometer söder om provinshuvudstaden Changchun. Antalet invånare är 8 652. Befolkningen består av 4 191 kvinnor och 4 461 män. Barn under 15 år utgör 11,0 %, vuxna 15-64 år 81 %, och äldre över 65 år 7,0 %.
Runt Ying'ebu är det ganska tätbefolkat, med 67 invånare per kvadratkilometer. Närmaste större samhälle är Daquanyuan, 20,0 km söder om Ying'ebu. Omgivningarna runt Ying'ebu är en mosaik av jordbruksmark och naturlig växtlighet.
Genomsnittlig årsnederbörd är 1 154 millimeter. Den regnigaste månaden är juli, med i genomsnitt 321 mm nederbörd, och den torraste är januari, med 9 mm nederbörd.